# Michiya Haruhata
Michiya Haruhata (春畑道哉, Haruhata Michiya, nascido em 5 de novembro de 1966 em Machida, Tóquio) é um guitarrista, compositor e produtor musical japonês, conhecido por seu trabalho com a banda TUBE. Michiya foi o primeiro guitarrista da Ásia adicionado ao clube de artistas de assinatura da Fender, tendo recebido seu próprio Signature Model Stratocaster da Fender em 2002.
Em 1984, ele competiu no Silkroad Music Festival e foi nomeado o melhor guitarrista do país.
Seu single "J's Theme", de 1992, foi escolhido como a música tema da J.League, que é a liga profissional de futebol americano do Japão. Um outro single, "Best Day Of Your Life", foi usado por uma televisão japonesa como música tema do Campeonato Mundial de Atletismo de 1995.
Sua música "Jaguar '08"  foi ranqueada como a 31ª melhor canção instrumental de guitarra pela revista Young Guitar Magazine em 2019.

## Discografia
Carreira Solo
- 1986 - DRIVIN'
- 1988 - Smile on Me
- 1990 - GUITAR LAND
- 1991 - DREAM BOX
- 1992 - Moon
- 1993 - Real Time
- 1993 - J’S　THEME
- 1995 - Color of Life
- 2000 - RED BIRD
- 2008 - Best Works 1987-2008 ~route86~
- 2012 - Find My Place